# Flávio José Cardozo
Flávio José Cardozo (Lauro Müller, 2 de novembro de 1938) é um jornalista e escritor brasileiro.
Filho de José João Cardozo e Isaura Luciana Cardozo, nasceu em 2 de novembro de 1938 na região carbonífera de Santa Catarina, estudou em Turvo, Tubarão, Curitiba, Florianópolis e Porto Alegre. Frequentou o curso de jornalismo da PUC-RS. Trabalhou vários anos no Departamento Editorial da Globo de Porto Alegre, foi diretor da Imprensa Oficial de Santa Catarina e da Fundação Catarinense de Cultura. Foi empossado, em 30 de maio de 1985 na cadeira 23 da Academia Catarinense de Letras.

## Publicações
- Singradura, 1970, 2ª ed. 2002
- Zélica e Outros, 1978, 2ª ed. 2001
- Longínquas Baleias, 1986
- Água do Pote, 1982
- Beco da Lamparina, 1987
- Tiroteio Depois do Filme, 1980
- Senhora do Meu Desterro, 1991
- Trololó para Flauta e Cavaquinho, 1999
- Uns Papéis que Voam, 2003
- O Tesouro da Serra do Bem-bem, 2004
- Guatá, 2005
- Sobre Sete Viventes, 1985